# Вулька-Радзимінська (Мазовецьке воєводство)
Вулька-Радзимінська (пол. Wólka Radzymińska) — село в Польщі, у гміні Непорент Леґьоновського повіту Мазовецького воєводства.
Населення — 780 осіб (2011).
У 1975-1998 роках село належало до Варшавського воєводства.

## Демографія
Демографічна структура станом на 31 березня 2011 року:
|          | Загалом | Допрацездатний вік | Працездатний вік | Постпрацездатний вік |
| -------- | ------- | ------------------ | ---------------- | -------------------- |
| Чоловіки | 374     | 89                 | 268              | 17                   |
| Жінки    | 406     | 100                | 245              | 61                   |
| Разом    | 780     | 189                | 513              | 78                   |